# Oberhünigen
Oberhünigen é uma comuna da Suíça, situada no distrito administrativo de Berna-Mittelland, no cantão de Berna. Tem 6,02 km² de área e sua população em 2018 foi estimada em 313 habitantes.